# Église Saint-Julien-le-Pauvre
De Église Saint-Julien-le-Pauvre (Sint-Julianus-de-Armekerk) is een van de laatste Romaanse kerken in de Franse hoofdstad Parijs. Het gebouw is gesitueerd in het 5e arrondissement aan de Rive Gauche, tegenover de Notre-Dame van Parijs.

## Geschiedenis

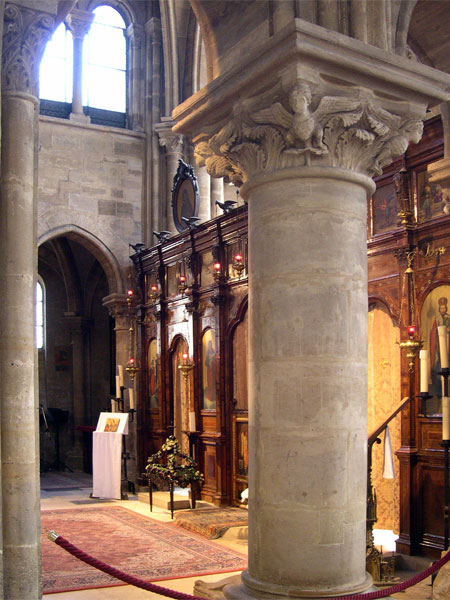
Detail van de binnenkant

Bij de kerk komen twee strategisch belangrijke heerwegen samen: de Rue Saint-Jacques, die deel uitmaakt van de cardo van Parijs, en de Rue Galande, het vermoedelijke begin van de weg naar Bourgondië. De Saint-Julien wordt in de 6e eeuw opgericht als een aan Julianus de Hospitalier gewijd hospitaal met kapel; al in 582 maakt Gregorius van Tours melding van het gebouw. In de Merovingische tijd wordt de kerk als begrafeniskapel gebruikt.
Bij de inval van de Vikingen in 886 wordt de Saint-Julien verwoest. Koning Hendrik I schenkt de - nog niet heropgebouwde - kerk in 1045 de kapittel van de Notre-Dame. In 1120 wordt deze weer doorgegeven aan de abdij van Longpont. De monniken van Longpont richten hier een prioraat in, en herstellen het gebouw weer tussen 1170 en 1225: de apsis stamt uit 1175, het middenschip uit de 13e eeuw.
In de periode die daarop volgt speelt de Saint-Julien-le-Pauvre een belangrijke rol in het intellectuele leven van het Quartier Latin. De rectoren van de universiteit van Sorbonne worden hier gekozen, en tot aan de plundering van 1524 vinden hier de vergaderingen van de bekendste universiteit van Parijs plaats.
In 1651 wordt de kerk het Hôtel-Dieu toegewezen. De kerk was toentertijd in dusdanig slechte staat dat ze deels wordt afgebroken en verbouwd. Tijdens de Franse Revolutie wordt het gebouw als zoutopslag gebruikt, om in 1826 in haar oude glorie als godshuis te worden hersteld. Sinds 1889 vinden hier de Grieks-katholieke missen plaats. In 1901 wordt er een wand gebouwd die het koor van het schip scheidt.